# 일상사
일상사(日常史, 독일어: Alltagsgeschichte)는 미시사(微視史)의 방식 중 하나로 1980년대 독일에서 특히 지배적이었다. 일상사는 알프 뤼트케와 한스 메딕의 주도 하에 등장하였다. 이는 독일어 Alltagsgeschichte에서 온 말로, Alltag은 "일상 생활"을 의미하며, 이를 영어로 번역하면 "everyday history"가 된다. 이러한 관점에서 볼때, 일상사는 마르크스주의 역사학의 "아래로부터의 역사"의 부분으로 여겨질 수도 있다.
일상사의 목적은 현실적인 일상, 사회 일반 민중의 기본적인 경험과 사회에서 일어나는 광범위한 사회, 정치적 변화와의 연관성을 찾아내고 밝히는 것이다. 이는 광범위한 수고를 들여야하는 것이므로, 실질적으로 실행 가능한 대부분의 범위에서 실시된다. 그러므로 일상사는 미시사의 한 형태가 된다.
일상사의 주요 학자로는 프랑스의 파울 베인과 미셸 로셰, 영국의 피터 카를 포함한다. 일상사는 또한 이탈리아의 미시사 경향과도 연결될 수 있다.

## 주요 학자
- 알프 뤼트케
- 한스 메딕
- 데틀레프 포이케르트
- 마르틴 브로샤트
- 울리히 헤르베르트
- 루츠 니트하머
- 이유재

## 대표 저서
- 알프 뤼트케 편, 나종석 역, "일상사란 무엇인가", 청년사, 2002.
- 데틀레프 포이케르트, 김학이 역, "나치 시대의 일상사", 개마고원, 2003.

## 같이 보기
- 심성사